# Ginástica artística nos Jogos Olímpicos de Verão de 2024 - Barras assimétricas
A competição das barras assimétricas da ginástica artística nos Jogos Olímpicos de Verão de 2024 foi realizada na Bercy Arena em Paris, França, em 28 de julho e 4 de agosto de 2024. Um total de 80 ginastas de 35 Comitês Olímpicos Nacionais (CON) participaram do evento na fase qualificatória.
Nesta prova, Kaylia Nemour tornou-se a primeira ginasta africana a conquistar uma medalha olímpica, ao mesmo tempo que se tornou a primeira campeã olímpica da história da ginástica vinda do continente.

## Qualificação
Um CON poderia inscrever até cinco ginastas qualificadas. Um total de 95 vagas de cota foram alocadas para ginástica artística feminina.
As 12 equipes que se classificaram enviaram cinco ginastas para a competição por equipes, para um total de 60 das 95 vagas de cota. As três melhores equipes no Campeonato Mundial de Ginástica Artística de 2022 (Estados Unidos, Grã-Bretanha e Canadá) e as nove melhores equipes (excluindo as já classificadas) no Campeonato Mundial de Ginástica Artística de 2023 (China, Brasil, Itália, Países Baixos, França, Japão, Austrália, Romênia e Coreia do Sul) ganharam essas vagas.
As 35 vagas restantes foram concedidas individualmente, sendo que cada ginasta poderia ganhar apenas uma vaga. Elas foram preenchidas por meio de diversos critérios baseados no Campeonato Mundial de 2023, na série da Copa do Mundo de Ginástica Artística de 2024, campeonatos continentais, garantia do país sede, garantia de realocação e convite da Comissão Tripartite.
Cada uma das 95 ginastas qualificadas era elegível para a competição de barras assimétricas, mas algumas não competem em todos os eventos por aparelhos.

## Formato
As oito melhores ginastas na qualificatória (limite de duas por CON) avançaram para a final. As finalistas realizaram um exercício adicional no aparelho. As pontuações da qualificatória foram então ignoradas, com apenas as pontuações da rodada final contando. A pontuação foi de acordo com o Código de Pontos da Federação Internacional de Ginástica.

## Calendário
Horário local (UTC+2)
| Data        | Horário | Fase           | Fase         |
| ----------- | ------- | -------------- | ------------ |
| 28 de julho | 9:30    | Qualificatória | Subdivisão 1 |
| 28 de julho | 11:40   | Qualificatória | Subdivisão 2 |
| 28 de julho | 14:50   | Qualificatória | Subdivisão 3 |
| 28 de julho | 18:00   | Qualificatória | Subdivisão 4 |
| 28 de julho | 21:10   | Qualificatória | Subdivisão 5 |
| 4 de agosto | 15:40   | Final          | Final        |

## Medalhistas
| Ouro   | ALG Kaylia Nemour |
| Prata  | CHN Qiu Qiyuan    |
| Bronze | USA Sunisa Lee    |

## Resultados

### Qualificatória
As ginastas que se classificaram entre as oito melhores avançaram para a final. No caso de duas ou mais ginastas de um mesmo CON estando entre as oito melhores, as próximas classificadas após elas avançam para a final.
| Pos. | Ginasta            | Nota D | Nota E | Pen. | Total  | Qual. |
| ---- | ------------------ | ------ | ------ | ---- | ------ | ----- |
| 1    | ALG Kaylia Nemour  | 7.1    | 8.500  |      | 15.600 | Q     |
| 2    | CHN Qiu Qiyuan     | 6.8    | 8.266  |      | 15.066 | Q     |
| 3    | USA Sunisa Lee     | 6.4    | 8.466  |      | 14.866 | Q     |
| 4    | BEL Nina Derwael   | 6.5    | 8.233  |      | 14.733 | Q     |
| 5    | CHN Zhang Yihan    | 6.4    | 8.300  |      | 14.700 | Q     |
| 6    | ITA Alice D'Amato  | 6.3    | 8.366  |      | 14.666 | Q     |
| 7    | GBR Becky Downie   | 6.6    | 8.066  |      | 14.666 | Q     |
| 8    | GER Helen Kevric   | 6.2    | 8.400  |      | 14.600 | Q     |
| 9    | USA Simone Biles   | 6.2    | 8.233  |      | 14.433 | R1    |
| 10   | BRA Rebeca Andrade | 6.1    | 8.300  |      | 14.400 | R2    |
| 11   | NED Sanna Veerman  | 6.4    | 8.000  |      | 14.400 | R3    |

### Final
As ginastas com as melhores pontuações conquistam as medalhas.

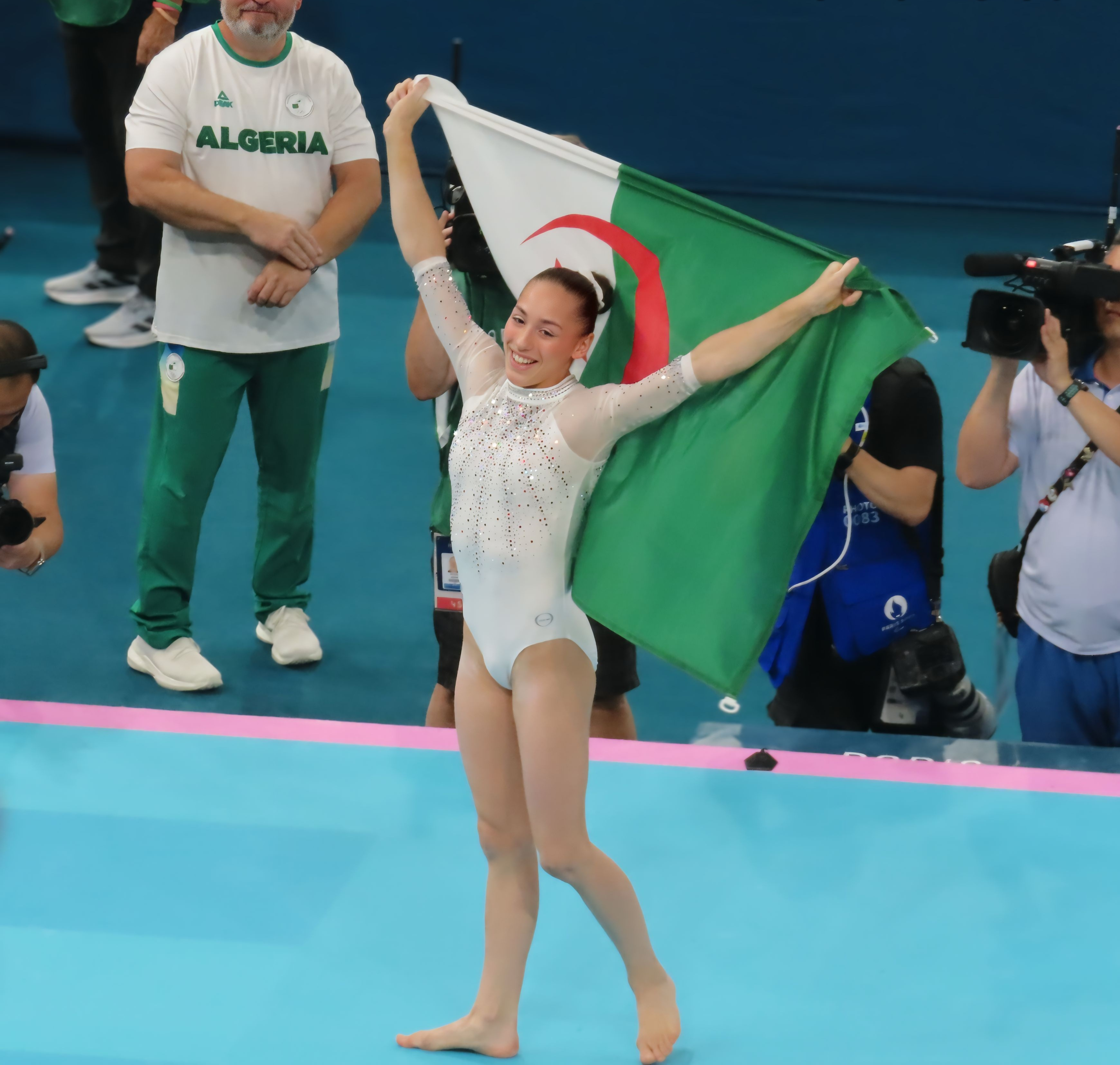
Kaylia Nemour conquistou a primeira medalha da Argélia e do continente africano na ginástica

| Pos.              | Ginasta           | Nota D | Nota E | Pen. | Total  |
| ----------------- | ----------------- | ------ | ------ | ---- | ------ |
| Medalha de ouro   | ALG Kaylia Nemour | 7.2    | 8.500  |      | 15.700 |
| Medalha de prata  | CHN Qiu Qiyuan    | 7.2    | 8.300  |      | 15.500 |
| Medalha de bronze | USA Sunisa Lee    | 6.4    | 8.400  |      | 14.800 |
| 4                 | BEL Nina Derwael  | 6.5    | 8.266  |      | 14.766 |
| 5                 | ITA Alice D'Amato | 6.4    | 8.333  |      | 14.733 |
| 6                 | GER Helen Kevric  | 6.4    | 8.166  |      | 14.566 |
| 7                 | GBR Becky Downie  | 6.5    | 7.133  |      | 13.633 |
| 8                 | CHN Zhang Yihan   | 6.1    | 6.700  |      | 12.800 |